# 梁伟发
梁伟发（1952年9月—），男，汉族，广东罗定人，中华人民共和国政治人物。华南工学院管理工程系工业企业管理专业毕业，在职研究生学历，工学硕士。

## 生平
1972年12月参加工作，1975年12月加入中国共产党。历任中共罗定县委副书记、代县长、县长、县委书记，中共肇庆市委常委、副市长、市委副书记、代市长、市长，广东省对外贸易经济合作厅党组书记、副厅长、厅长，中共河源市委书记、人大常委会主任等职。2007年5月获任中共广东省委常委兼广东省公安厅厅长，次年9月又兼任省委政法委书记。2012年5月因换届不再担任中共广东省委常委职务，以广东省人民政府党组副书记身份继续兼任省公安厅厅长。2013年1月当选广东省政协副主席，不再任广东省人民政府党组副书记、广东省公安厅长。2016年1月，不再担任广东省政协副主席职务。